# Psybient
Psybient – rodzaj muzyki elektronicznej łączący elementy psychedelic trance, ambientu oraz world music. Nazwa wzięła się z połączenia słów "PSYchedelic" i "amBIENT".

## Historia
Psybient, nazywany także jako "ambient psy" bądź też "ambient goa" czy też "psychill", jest związany z ewolucją muzyki goa i psytrance. Albumem, który wyznaczył nowy trend na tej scenie, była wydana w 1998 roku debiutancka płyta Shpongle (Raja Ram i Simon Posford) o nazwie "Are You Shpongled?". Wspomniana płyta przetarła szlak pod nowy styl, dziś nazywany psybientem, jednak wolniejsze utwory w tym gatunku, pojawiały się już w 1995 roku (The Infinity Project - "Mystical Experiences", Karma De La Luna - "Travel Without Moving") oraz w 1996 roku (Man with No Name - "Azymuth", album: "Moment Of Truth", oraz The Mystery of the Yeti - "The Mystery Of The Yeti").